# Mk 48 (пусковая установка)
Mk 48 (Mark 48) — американская установка вертикального пуска для управляемых ракет. Применяется на кораблях ВМС США и других стран для запуска ракет «Си Спарроу» и ESSM, обеспечивающих самооборону корабля от широкого класса воздушных целей, включая противокорабельные ракеты. Стандартный контейнер установки вмещает одну ракету «Си Спарроу» или две ракеты ESSM. Система управления поддерживает установку до 16 контейнеров. Установка не имеет движущихся механических частей, что обеспечивает высокую надёжность и минимум технического обслуживания.

## Модификации

### Mod 0
Модификация 0 обеспечивает распределённую по кораблю установку контейнеров. Элементарный модуль представляет собой два вертикально установленных контейнера и расположенных между ними два трубчатых канала для отвода газовой струи вертикально вверх. Применяется на канадских фрегатах типа «Галифакс».

### Mod 1
Модификация 1 обеспечивает вертикальное крепление контейнеров к стенкам надстроек и внешним переборкам. Элементарный модуль представляет собой два контейнера, предназначенных для крепления на вертикальных поверхностях. Каналы для отвода газов расположены в нижней части каждого контейнера и отводят газовую струю в сторону. Применяется на голландских фрегатах типа «Карел Дорман».

### Mod 2
Модификация 2 представляет собой 16-контейнерную установку традиционного типа, предназдначенную для монтажа в подпалубном пространстве с выводом наружу крышек контейнеров и каналов для отвода газов. Применяется на греческих фрегатах типа «Гидра», японских эсминцах типа «Мурасамэ», корейских эсминцах типа KDX-I. 

### Mod 3
Наиболее компактная модификация установки, предназначенная для корветов и ракетных катеров. Представляет собой сборку из 6 контейнеров, вертикально установленных на палубе корабля. Применяется на кораблях ВМФ Дании.

### DP-48 Mod 3
Вариант предыдущей модификации. В отличие от Mk 48 Mod 3 обеспечивает установку ракет ESSM в отдельных контейнерах (два контейнера ESSM в объёме одного контейнера Mk 48 Mod 3). Реактивные газы от двух контейнеров ESSM отводятся одним газоотводным каналом. Применяется на кораблях ВМФ Дании.

## Тактико-технические характеристики
Модули УВП Mk 48
| Тип модуля            | Ширина, м | Глубина, м | Высота, м | Примечание                              |
| --------------------- | --------- | ---------- | --------- | --------------------------------------- |
| Mod 0 (2 ячейки)      | 2,28      | 1,27       | 4,78      |                                         |
| Mod 1 (2 ячейки)      | 1,73      | 1,32       | 4,65      |                                         |
| Mod 2 (16 ячеек)      | 4,77      | 4,17       | 4,74      |                                         |
| Mod 3 (6 ячеек)       | 3,66      | 2,71       | 4,73      |                                         |
| Система управления    | 0,61      | 0,99       | 1,32      | Одна на каждые 16 ячеек Mod 0–2         |
| Блок электроснабжения | 0,64      | 0,45       | 0,91      | Один на каждые 4 ячейки Mod 0–2         |
| Блок запуска          | 1,52      | 0,34       | 2,00      | Один на каждые 8 ячеек Mod 3            |
| Блок управления ESSM  | 0,89      | 0,30       | 1,78      | Один на каждые 8 ячеек, только для ESSM |

Масса (включая ракеты) типовых конфигураций УВП Mk48
| Модификация | Число ракет | Число ракет | Масса пусковой установки, т | Масса пусковой установки, т | Масса апапратуры, т | Масса апапратуры, т | Полная масса, т | Полная масса, т |
| Модификация | RIM-7VL     | ESSM        | RIM-7VL                     | ESSM                        | RIM-7VL             | ESSM                | RIM-7VL         | ESSM            |
| ----------- | ----------- | ----------- | --------------------------- | --------------------------- | ------------------- | ------------------- | --------------- | --------------- |
| Mod 0       | 16          | 32          | 15,128                      | 29,568                      | 0,814               | 0,408               | 15,942          | 29,976          |
| Mod 1       | 16          | 32          | 12,464                      | 26,020                      | 0,814               | 0,408               | 13,278          | 26,428          |
| Mod 2       | 16          | 32          | 16,834                      | 30,482                      | 0,814               | 0,408               | 17,648          | 30,890          |
| Mod 3       | 6           | 12          | 7,272                       | 11,340                      | 0,476               | 0,476               | 7,748           | 11,816          |

## Установки на кораблях
| Тип                                           | Страна           | Водоиз- мещение, т | Кол-во единиц (строится) | Количество ячеек | Количество ячеек | Примечание |
| Тип                                           | Страна           | Водоиз- мещение, т | Кол-во единиц (строится) | Носовая УВП      | Кормовая УВП     | Примечание |
| --------------------------------------------- | ---------------- | ------------------ | ------------------------ | ---------------- | ---------------- | ---------- |
| Фрегаты типа «Карел Дорман»                   | Нидерланды       | 3300               | 2                        |                  | 16               | Mod 1      |
|                                               | → Бельгия        | 3300               | 2                        |                  | 16               | Mod 1      |
|                                               | → Чили           | 3300               | 2                        |                  | 16               | Mod 1      |
|                                               | → Португалия     | 3300               | 2                        |                  | 16               | Mod 1      |
| Фрегаты типа «Гидра»                          | Греция           | 3350               | 4                        |                  | 16               | Mod 2      |
| Корабли управления и поддержки типа «Абсалон» | Дания            | 6600               | 2                        |                  | 18               | Mod 3      |
| Фрегаты типа «Ивер Хюитфельд»                 | Дания            | 6650               | (3)                      |                  | 18               | Mod 3      |
| Корветы типа «Нильс Юэль»                     | Дания            | 1450               | 3                        |                  | 12               | Mod 3      |
| Патрульные катера типа «Флювефискен»          | Дания            | 450                | 8                        |                  | 6 или 12         | Mod 3      |
| Фрегаты типа «Галифакс»                       | Канада           | 3300               | 12                       |                  | 16               | Mod 0      |
| Эсминцы типа KDX-I                            | Республика Корея | 3900               | 3                        | 16               |                  | Mod 2      |
| Эсминцы типа «Мурасамэ»                       | Япония           | 4600               | 10                       |                  | 16               | Mod 2      |